# Imieniny – październik

## Imieniny w październiku obchodzą

### 1 października
Cieszysław, Benigna, Danuta, Jan, Małobąd, Remigiusz, Igor

### 2 października
Aleksandra, Leodegar, Stanimir, Teofil, Nasiębor, Ursycyn

### 3 października
Jan, Teresa, Gerard, Ewalda, Gerarda, Ewald, Kandyd, Eustachy, Sierosław, Częstobrona, Ermegarda, Irmegarda, Romana, Augustyna, Kandyda, Cyprian

### 4 października
Dobromiła, Dalwin, Franciszek, Konrad, Konrada, Dalewin, Petroniusz

### 5 października
Justyn, Faust, Galla, Charytyna, Placyd, Konstancjusz, Apolinary, Flawiana, Igor

### 6 października
Fryderyka, Alberta, Brunon, Roman, Bronisław, Baldwin, Baldwina, Askaniusz, Artur

### 7 października
Amalia, Tekla, Marek, August, Maria, Rościsława, Stefan, Justyna

### 8 października
Laurencja, Marcin, Ginter, Ewodia, Guncerz, Gunter, Demetriusz, Pelagia, Symeon, Ewodiusz, Marcjusz, Brygida, Artemon, Gratus

### 9 października
Przedpełk, Ludwik, Arnold, Guncerz, Ginter, Gunter, Dionizjusz, Bogdan, Atanazja, Bożydar, Sara, Sybilla, Dionizy, Jan, Aaron, Piotr

### 10 października
Lutomir, Kalistrat, Samuel, Przemysław, Paulin, Franciszek, Tomiła, Tomił, Adalryk, Alderyk, Kasjusz, Eulampiusz, Eulampia

### 11 października
Burchard, Germanik, Maria, Dobromiła, Aldona, Brunon, Marian, Emil, Emilian, Placyda, Placyd

### 12 października
Witolda, Wilfryd, Serafin, Cyriak, Edwin, Marcin, Witold, Salwin, Grzymisław, Eustachy, Maksymiliana, Maksymilian

### 13 października
Daniel, Geraldyna, Wacław, Wacława, Maurycy, Gerald, Teofil, Mikołaj, Edward, Siemisław, Florencjusz, Florenty

### 14 października
Bernard, Dominik, Alan, Gaja, Kalikst, Fortunata, Gajusz

### 15 października
Teresa, Sewer, Tekla, Gościsława, Brunon, Jadwiga, Teodoryk

### 16 października
Aurelia, Radzisław, Ambroży, Gerard, Gaweł, Emil, Gerarda, Florentyna, Grzegorz, Dionizy, Jadwiga

### 17 października
Małgorzata, Lucyna, Laurentyna, Augustyna, Rudolf, Wiktor, Rudolfina, Seweryna, Sulisława, Ignacy, Marian, Rudolfa, Zuzanna, Heron, Andrzej

### 18 października
Asklepiades, Bratomił, Julian, Just, Łukasz, Miłobrat, Piotr, Remigia, Remigiusz, Siemowit, Ziemowit

### 19 października
Jerzy, Paweł, Kleopatra, Ferdynand, Skarbimir

### 20 października
Budzisława, Irena, Wendelin, Apollo, Witalis, Aurora

### 21 października
Klementyna, Elżbieta, Hilary, Bernard, Dobromił, Pelagia, Celina, Urszula, Nunilona, Samuel, Wszebora, Piotr

### 22 października
Filip, Sewer, Kordula, Marek, Kordian, Abercjusz, Alodia

### 23 października
Seweryn, Giedymin, Małogost, Marlena, Ignacy, Roman, Jan, Domicjusz, Gracjan, Gracjana, Gracjanna, Klotylda

### 24 października
Filip, Salomon, Marcin, Pamfilia, Boleczest, Marek, Antoni, Walentyna, Rafał

### 25 października
Daria, Chryzant, Tarazjusz, German, Teodozjusz, Maur, Sambor, Kryspin, Tadea, Cyryn, Cyryna

### 26 października
Ludomiła, Ewaryst, Lutosław, Lucyna, Leonarda, Amanda

### 27 października
Frumencjusz, Sabina, Iwona, Wincenty, Siestrzemił, Manfred, Manfreda

### 28 października
Tadeusz, Wszeciech, Szymon, Juda, Wielimir, Domabor

### 29 października
Teodor, Narcyz, Longin, Lubgost, Euzebia, Franciszek, Wioleta, Ida, Ermelinda, Piotr

### 30 października
Zenobia, Przemysław, Gerarda, German, Klaudiusz, Edmund

### 31 października
Augusta, Alfons, Wolfgang, Antoni, Urban, Godzimir, Lucyla, Saturnin, Narcyz, Lucyliusz, Krzysztof